# 沃尔夫冈·德雷姆勒
沃尔夫冈·德雷姆勒（德語：Wolfgang Dremmler，1954年7月12日—），德国前男子足球运动员，场上位置是中场。他曾代表西德国家队参加1982年国际足联世界杯，结果队伍获得亚军。